# Куфре, Леандро
Леандро Дамиан Куфре (исп. Leandro Damián Cufré; род. 9 мая 1978[…], Ла-Плата) — аргентинский футболист, защитник; тренер.

## Клубная карьера
Леандро начинал карьеру в клубе «Химнасия» из его родного города. Летом 2002 года защитник был куплен итальянской «Ромой» за 5 миллионов евро. Но он не смог закрепиться в основе команды и после первого сезона был отдан в аренду в «Сиену», где провёл неплохой сезон 2003/04. По окончании аренды аргентинец вернулся в столичный клуб. За два следующих сезона Леандро сыграл 61 матч в Серии А, забил 1 гол, а в 2004 году был признан лучшим защитником чемпионата Италии.
В 2006 году аргентинский защитник перешёл во французский «Монако», где сразу же занял основную роль в оборонительных порядках. 29 января 2009 года он покинул «Монако» из-за проблем с паспортом и перешёл в «Герту». В её составе Леандро успел провести всего лишь 5 матчей, так как в игре 29 тура немецкой бундеслиги против «Хоффенхайма» получил травму крестообразных связок и выбыл до конца сезона.
Летом 2009 года аргентинец две недели провёл в своём бывшем клубе «Химнасия», но покинул его из-за высказываний тренера. В августе 2009 года футболист перешёл в загребское «Динамо». В декабре 2009 года он покинул команду в статусе свободного агента и присоединился к мексиканскому «Атласу».

## Карьера в сборной
Леандро Куфре дебютировал в сборной Аргентины в 2000 году. До этого момента он сыграл 17 матчей за молодёжную команду страны, не забив в них ни одного мяча. Участник чемпионата мира 2006 в Германии. На турнире футболист запомнился тем, что получил красную карточку после окончания четвертьфинального матча против сборной Германии, в котором сам не принимал участия. Тем самым он стал первым игроком, отличившимся на чемпионатах мира подобным образом. За этот поступок Леандро был оштрафован на 10 000 франков и получил четырёхматчевую дисквалификацию.